# 菲图塔县
菲圖塔縣（英語：Fitiuta County）是位於美屬薩摩亞馬努阿區的一個縣。

## 人口統計
菲圖塔縣首次的人口記錄始於1912年的特別人口普查。從1920年開始，每十年進行一次定期人口普查。